# Annie-Claude Martin
Annie-Claude Martin, née le 3 mai 1943 à La Flèche (Sarthe) et morte le 20 juillet 2013 à Paris, est une illustratrice française.

## Biographie
Après des études à l'École du Louvre, elle travaille comme illustratrice pour Le Monde, puis dessine des décors et des costumes pour le théâtre. Depuis les années 1970, elle travaille surtout comme illustratrice pour la jeunesse (pour J'aime lire notamment). Son trait souple trace des cheveux et des crinières en volutes et de grands yeux écarquillés. Elle a illustré, entre autres, Ce jeudi d'octobre de Anne-Greta Winberg, Les Misérables de Victor Hugo, des romans de Jules Verne, de Enid Blyton et surtout la série des Poly de Cécile Aubry.
Elle a réalisé les dessins de la série Saturnin de François Appas, ceux d'une série animalière de Lucy Daniels (en) (Un poney très courageux), et l'album Mon Baba de David Guyon.

## Ouvrages illustrés
Liste non exhaustive. La première date est celle de la première édition illustrée par Annie-Claude Martin.

### ÉditionsHachette, CollectionIdéal-Bibliothèque
- 1973 : Cosette de Victor Hugo (éditions de 1973 et de 1983).
- 1974 : Depuis toujours, c'était écrit ... , de Ghislaine Laramée.
- 1977 : Bernard et Bianca : Au secours de Penny, de Margery Sharp.
- 1977 : Bernard et Bianca : Les Sauveteurs, de Margery Sharp.
- 1978 : Sissi en Bavière, de Marcel d’Isard.
- 1978 : Sissi au Tirol, de Marcel d’Isard.
- 1978 : Lettres de mon moulin d'Alphonse Daudet.
- 1979 : Bernard et Bianca : Le Brave des braves, de Margery Sharp.
- 1979 : Sissi la sauvageonne, de Thierry Séchan.
- 1981 : Le Grand Voyage de Sissi de Marcel d’Isard.
- 1981 : Petite Princesse, de Frances Hodgson Burnett.
- 1981 : Petite Princesse, de Jeanne Fournier-Pargoire.
- 1983 : Sissi à Madère, d'Évelyne Lallemand.
- 1983 : Sissi à Venise, de Thierry Séchan.
- 1985 : Gavroche, de Victor Hugo.
- 1986 : Sissi et le sultan, d'Évelyne Lallemand.
- 1986 : Belle et Sébastien : Le Document secret, de Cécile Aubry.

### ÉditionsG. P.,collection Spirale
- 1976 : Les Aubes rouges, de William Camus.
- 1977 : Le Tunnel de Seikan, de Jean-Marie Dominique.
- 1977 : Les Enfants immortels aux temps barbares, de Pierre Debresse.
- 1978 : Voyage au centre de la Terre, de Jules Verne.
- 1978 : Autour de la Lune, de Jules Verne.
- 1979 : L'Étoile du sud, de Jules Verne.

### ÉditionsG. P., collection BibliothèqueRouge et OrSouveraine
- 1976 : Le Secret de maître Léonard, Anne Clairac, no 343
- 1977 : Sébastien parmi les hommes, Cécile Aubry, no 351
- 1977 : Sébastien et la Mary-Morgane: le capitaine Louis Maréchal, Cécile Aubry, no 358
- 1977 : Sébastien et la Mary-Morgane: le retour du Narval, Cécile Aubry, no 359

### ÉditionsHachette, collectionBibliothèque verte
- 1978 : Piège pour une voyageuse, de Richard Peck.

### ÉditionsHachette, collectionBibliothèque rose
- 1974 : Christine la sauvageonne, de Marie-Louise Fischer.
- 1973 : Les Caprices de Brigitte, de Marie-Louise Fischer.
- 1975 : Christine joue la comédie, de Marie-Louise Fischer.
- 1976 : Christine gagne la partie, de Marie-Louise Fischer.
- 1976 : Le mystère du donjon noir, de Enid Blyton.

### Autre
- 2000 : Le Manteau du Père Noël, texte de Olivier Ka, Éditions Grasset